# 2002-es Intertotó-kupa
A 2002-es Intertotó-kupa győztesei: a Málaga, a Fulham és a Stuttgart csapatai voltak, aminek eredményeként indulhattak az UEFA-kupa 2002–03-as selejtezőiben.

## Első forduló
| 1. csapat               | Össz.       | 2. csapat             | 1. mérk. | 2. mérk. |
| ----------------------- | ----------- | --------------------- | -------- | -------- |
| Rijeka                  | 3–3(i.r.g.) | St Patrick's Athletic | 3–2      | 0–1      |
| Lokeren                 | 5–4         | WIT Georgia           | 3–1      | 2–3      |
| Santa Clara             | 5–3         | Sirak Gjumri          | 2–0      | 3–3      |
| BATE Bariszav           | 3–0         | AB                    | 1–0      | 2–0      |
| Obilić                  | 2–3         | Haka                  | 1–2      | 1–1      |
| Zürich                  | 8–2         | Brotnjo               | 7–0      | 1–2      |
| Gloria Bistrița         | 2–0         | Union Luxembourg      | 2–0      | 0–0      |
| Trenčín                 | 3–6         | Slaven Belupo         | 3–1      | 0–5      |
| Constructorul Cioburciu | 0–4         | Synot                 | 0–0      | 0–4      |
| Helsingborgs            | 1–0         | Koper                 | 1–0      | 0–0      |
| Budapest Honvéd         | 0–1         | Žalgiris              | 0–1      | 0–0      |
| St. Gallen              | 11–1        | B68 Toftir            | 5–1      | 6–0      |
| Zagłębie Lubin          | 1–2         | Dinaburg              | 1–1      | 0–1      |
| Brno                    | 1–6         | FC Ashdod             | 0–5      | 1–1      |
| Énoszi Néon Paralimníu  | 1–5         | Bregenz               | 0–2      | 1–3      |
| Uniao de Leiria         | 2–4         | Levadia               | 0–3*     | 2–1      |
| Valletta                | 1–2         | Teuta                 | 1–2      | 0–0      |
| Coleraine               | 7–2         | Sant Julià            | 5–0      | 2–2      |
| Marek                   | 3–1         | Caersws               | 2–0      | 1–1      |
| Cementarnica 55         | 3–4         | FH                    | 1–3      | 2–1      |

- A Levadia 3–0-val megkapta a mérkőzést, mert a Leiriaban jogosulatlanul játszott egy játékos.

## Második forduló
| 1. csapat       | Össz.       | 2. csapat             | 1. mérk. | 2. mérk. |
| --------------- | ----------- | --------------------- | -------- | -------- |
| Slaven Belupo   | 3–0         | Belenenses            | 2–0      | 1–0      |
| Coleraine       | 2–4         | Troyes                | 1–2      | 1–2      |
| 1860 Munich     | 0–5         | BATE Boriszav         | 0–1      | 0–4      |
| Barcelona       | 4–2         | FH                    | 2–0      | 2–2      |
| Fulham          | (i.r.g.)1–1 | Haka                  | 0–0      | 1–1      |
| Sochaux         | 4–1         | Žalgiris              | 2–0      | 2–1      |
| Gent            | (i.r.g.)3–3 | St Patrick's Athletic | 2–0      | 1–3      |
| Stuttgart       | 3–0         | Lokeren               | 2–0      | 1–0      |
| Torino          | 2–1         | Bregenz               | 1–0      | 1–1      |
| Krilja Szovetov | 4–0         | Dinaburg              | 3–0      | 1–0      |
| Teplice         | 9–2         | Santa Clara           | 5–1      | 4–1      |
| Willem II       | 2–1         | St. Gallen            | 1–0      | 1–1(aet) |
| Zürich          | 1–0         | Levadia               | 1–0      | 0–0      |
| Synot           | 4–2         | Helsingborgs          | 4–0      | 0–2      |
| Gloria Bistrița | 3–1         | Teuta                 | 3–0      | 0–1      |
| FC Ashdod       | 1–2         | Marek                 | 1–1      | 0–1      |

## Harmadik forduló
| 1. csapat       | Össz.       | 2. csapat      | 1. mérk. | 2. mérk. |
| --------------- | ----------- | -------------- | -------- | -------- |
| Krilja Szovetov | 3–3(i.r.g.) | Willem II      | 3–1      | 0–2      |
| NAC             | 1–1(i.r.g.) | Troyes         | 1–1      | 0–0      |
| Stuttgart       | 4–3         | Perugia        | 3–1      | 1–2      |
| Fulham          | 2–1         | Egáleo         | 1–0      | 1–1      |
| Gloria Bistrița | 0–3         | Lille          | 0–2      | 0–1      |
| Kaiserslautern  | 2–5         | Teplice        | 2–1      | 0–4      |
| Bologna         | 2–0         | BATE Baoriszav | 2–0      | 0–0      |
| Málaga          | 4–1         | Gent           | 3–0      | 1–1      |
| Marek           | 1–6         | Slaven Belupo  | 0–3      | 1–3      |
| Synot           | 0–3         | Sochaux        | 0–3      | 0–0      |
| Torino          | 2–2 (b.u.)  | Villarreal     | 2–0      | 0–2      |
| Zürich          | 2–3         | Aston Villa    | 2–0      | 0–3      |

## Elődöntők
| 1. csapat  | Össz. | 2. csapat     | 1. mérk. | 2. mérk. |
| ---------- | ----- | ------------- | -------- | -------- |
| Fulham     | 3–0   | Sochaux       | 1–0      | 2–0      |
| Lille      | 3–1   | Aston Villa   | 1–1      | 2–0      |
| Stuttgart  | 3–1   | Slaven Belupo | 2–1      | 1–0      |
| Villarreal | 3–0   | Troyes        | 0–0      | 3–0      |
| Málaga     | 3–1   | Willem II     | 2–1      | 1–0      |
| Bologna    | 8–2   | Teplice       | 5–1      | 3–1      |

## Döntők
| 1. csapat  | Össz. | 2. csapat | 1. mérk. | 2. mérk. |
| ---------- | ----- | --------- | -------- | -------- |
| Villarreal | 1–2   | Málaga    | 0–1      | 1–1      |
| Bologna    | 3–5   | Fulham    | 2–2      | 1–3      |
| Lille      | 1–2   | Stuttgart | 1–0      | 0–2      |

- h.u. – hosszabbítás után
- b.u. – büntetők után
- i.r.g. – idegenben rúgott góllal

## Lásd még
- 2002–2003-as UEFA-bajnokok ligája
- 2002–2003-as UEFA-kupa